# أندرو بروكتر
أندرو بروكتر (بالإنجليزية: Andrew Procter)‏ (13 يونيو 1983 ببلاكبرن في المملكة المتحدة - ) هو لاعب كرة قدم بريطاني في مركز الوسط. شارك مع منتخب إنجلترا لكرة القدم C ‏. أما مع النوادي، فقد لعب مع بريستون نورث إيند ونادي أكرينغتون ستانلي ونادي بوري وGreat Harwood Town F.C. ‏.

## وصلات خارجية
- أندرو بروكتر على موقع قاعدة بيانات كرة القدم.إي يو (الإنجليزية)
- أندرو بروكتر على موقع Soccerbase.com (لاعب) (الإنجليزية)